# Las Médulas
Las Médulas (en gallec, As Médulas) és l'entorn paisatgístic format per les restes arqueològiques del que va ser una explotació romana d'or a cel obert, situades a la comarca d'El Bierzo (Lleó, Castella i Lleó). Ocupa els municipis de Borrenes, Carucedo i Puente de Domingo Flórez. Es tracta d'un paisatge grandiós i espectacular format per l'antiga muntanya Medilianum, de sorres vermelloses i castanyers i roures verds.
Aquest gran treball d'enginyeria i la posterior extracció de l'or van suposar un dels primers atemptats contra el medi ambient. Avui, no obstant això, les restes de l'explotació abandonada, integrades en el paisatge, s'han convertit en Patrimoni de la humanitat.

## L'enclavament
Des de Ponferrada s'arriba per la carretera de Vigo i Ourense.
Passat Santalla, es pren una sendera a l'esquerra que duu fins a l'alt del castell de Cornatel (es veu des de la carretera), castell templer, protagonista a la novel·la d'Enrique Gil i Carrasco El Senyor de Bembibre. Des d'allí es veu el llac de Carucedo. S'arriba a Carucedo i d'allí a Orellán per veure les Mèdules des del mirador.
Des de les proximitats del llac de Carucedo es pren la desviació cap al poble de les Mèdules. D'aquest poble parteix la sendera que es recorrerà a peu per arribar a l'explotació pròpiament dita, on es pot accedir a diferents coves com L'Encantada i La Cuevona.

## Història i explotació de la mina

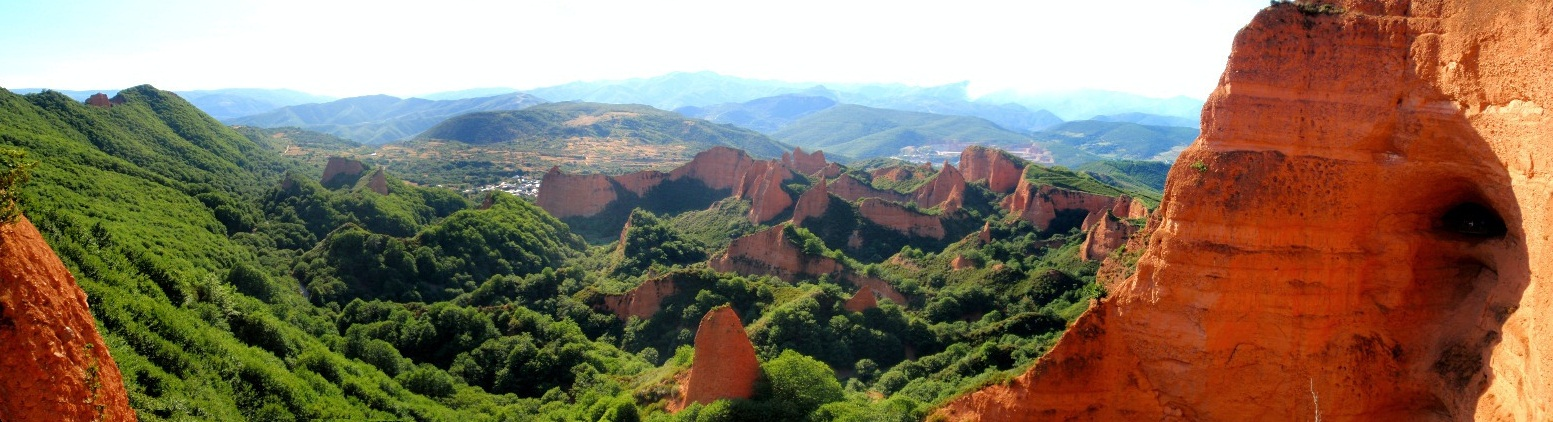
Vista panoràmica de Las Médulas.

En època prehistòrica els asturs ja havien explotat una mica el jaciment, rentant els llots i les sorres. Segurament els romans van començar en època d'August.
Plini el Vell, en la seva joventut, va ser administrador de les mines i segons el seu relat, se n'extreien a l'any 20.000 lliures d'or, amb el treball de 60.000 esclaus, que en 250 anys d'explotació van donar 5.000.000 de lliures (1.635.000 kg). Segons les dades del professor i arqueòleg Antonio García Bellido, les terres remogudes arriben als 500 milions de m³, la qual cosa, calculant un rendiment mitjà de 3 grams per tona de terra, donaria un rendiment d'1.500.000 kg.
Altres estudis, basats en la terra remoguda, parlen de 10.000 o 20.000 homes, i tenia subministradors, guardians, etc.
Es van donar una sèrie de circumstàncies favorables per a aquesta extracció:
- Eren terres d'al·luvió amb palletes d'or.
- Hi havia aigua abundant amb molt pendent per a produir força hidràulica.
- Existien suaus pendents cap al Sil per als desguassos.

L'explotació de Les Mèdules va causar un desastre ecològic immens, i tan sols es va aturar quan, menys d'un segle després d'haver començat, va disminuir la presència d'or i ja no va resultar rendible. En aquest temps el paisatge ja havia canviat completament, i els actuals pinacles rogencs característics de la zona no són sinó les runes causades per la demolició dels turons. Tan bon punt es va posar fi a l'explotació, es va anar recuperant la vegetació autòctona per tota la zona, ocupant el terreny que havia perdut.

### Sistema anomenatruina montium
El sistema utilitzat era l'anomenat «ruina montium» que consistia en la captació de l'aigua existent per mitjà de canals, emmagatzemant-la en dipòsits per utilitzar-la en el moment oportú. El sistema hidràulic de les Mèdules és el més espectacular dels coneguts, per la quantitat d'aigua utilitzada, longitud i ramificacions dels seus canals. Avui es coneix tot el traçat i es pot visitar en part, sempre amb precaució i acompanyat d'un guia.
Una de les moltes captacions es feia des de la falda nord-est del Teleno. Dalt, a una altitud de 2.000 m s'acumulava la neu que més tard es fonia i que arribava al riu Cabo (afluent del Cabrera). Així el riu Cabo alimentava els 7 canals que, vorejant la muntanya, arribaven als estanys. Es creu que els canals podrien tenir una longitud de 300 km amb un pendent del 0,6% i de l'1%. L'ample és d'1,28, sempre igual excepte a les corbes que és d'1,60. L'altura de 90 cm. De tant en tant, el canal entra sota la penya en forma de túnel. La construcció d'aquests canals va ser l'obra més difícil i costosa amb molta diferència.
L'aigua dels canals arribava als dipòsits que s'havien construït aplanant i excavant el terreny, i la terra que es treia s'amuntegava al voltant, formant talussos. Tenien comportes per distribuir l'aigua necessària.
Alguns canals subsisteixen actualment com a camins i es poden recórrer amb els guies que acompanyen al turista.